# Kazoku

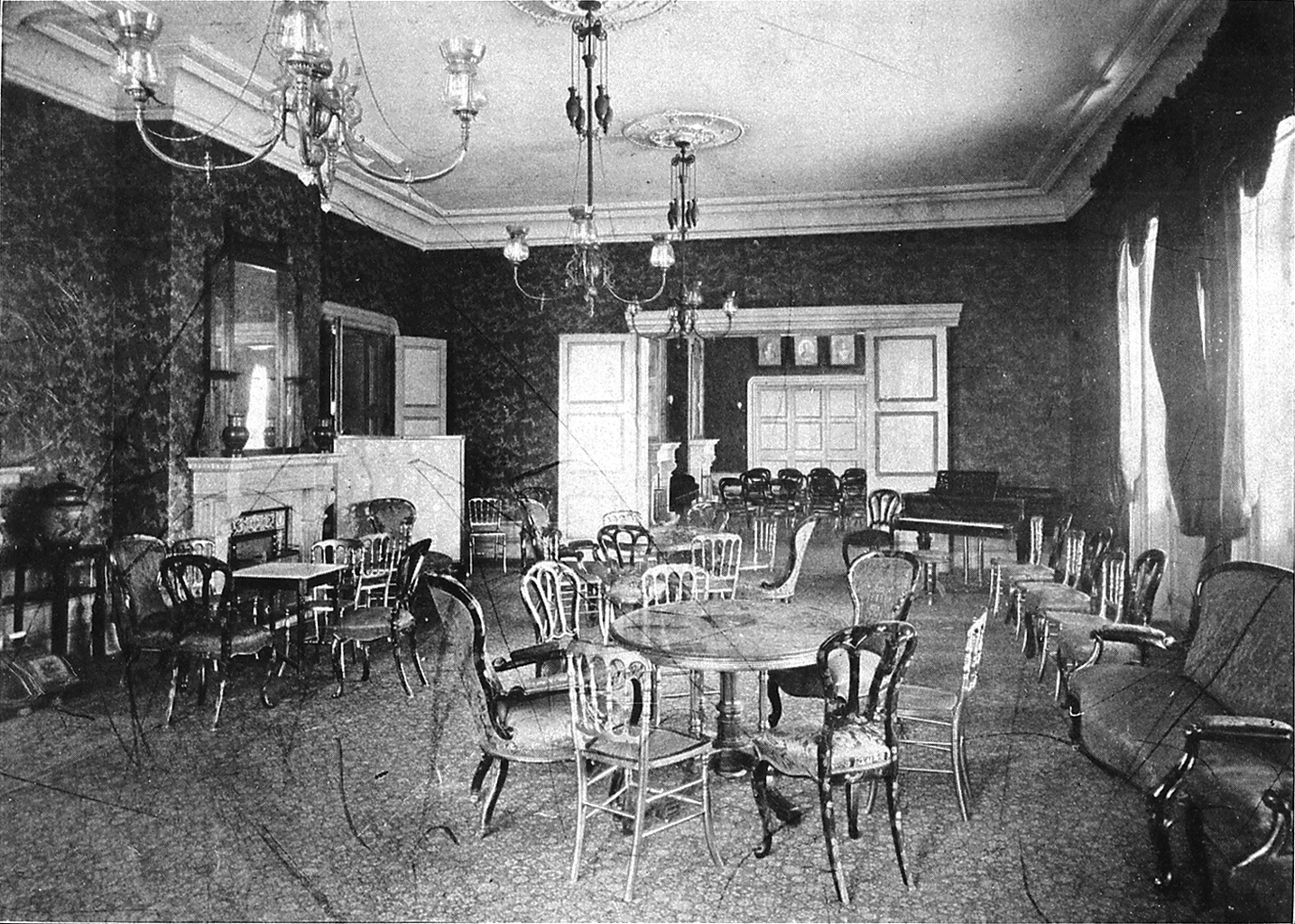
Nội sảnh Câu lạc bộ Quý tộc, Tokyo 1912

Kazoku (華族 (Hoa tộc)) là các quý tộc cha truyền con nối ở Đế quốc Nhật Bản tồn tại từ năm 1869 đến năm 1947.